# Doridicola sepiae
Doridicola sepiae is een eenoogkreeftjessoort uit de familie van de Rhynchomolgidae. De wetenschappelijke naam van de soort is voor het eerst geldig gepubliceerd in 1976 door Izawa.